# 岡藤正策
岡藤 正策（おかふじ せいさく、1950年11月19日 - ）は、日本の実業家、阪急阪神エクスプレス代表取締役会長、日本通関業連合会会長。

## 人物・経歴
1950年、兵庫県生まれ。1974年3月、立教大学社会学部卒業。同年4月、株式会社阪急交通社（現・株式会社阪急阪神エクスプレス）入社。
2010年代表取締役社長、2018年から代表取締役会長。2012年から航空貨物運送協会（JAFA）副会長。
2015年日本通関業連合会理事、2018年同会副会長、2019年から同会会長。2020年、同会副会長及び会長として輸出入申告官署の自由化や通関業法改正に関する検討や制度導入に向けた業界調整等、長年に亘り通関業会の隆盛に寄与した功績から黄綬褒章を受章。